# Lucidota atra
Lucidota atra är en skalbaggsart som först beskrevs av G. Olivier 1790.  Lucidota atra ingår i släktet Lucidota och familjen lysmaskar. Inga underarter finns listade i Catalogue of Life.